# Вергейм, Карл Карлович
Карл Карлович Вергейм (1840—1912) — академик архитектуры Императорской Академии художеств.

## Биография
Прусский подданный. Учащийся Императорской Академии художеств (1856—1866). Был удостоен звания неклассного художника (1859). Получил звание классного художника 1-й степени (1866) за проект «народных бань». По окончании приписан к Техническо-строительному комитету Министерства внутренних дел (1866-1881).
Ещё будучи учеником Академии художеств принимал участие в разработке устава (утвержденного в 1870) Петербургского общества архитекторов. Стал одним из учредителей этого общества (1870). Выступил как инициатор организации архитектурных конкурсов.
Избран академиком (1869) за «постройку дома барона Корфа в имении Вайвера».
Архитектор при патриотическом институте. Служил в городском общественном управлении и в ведомстве императрицы Марии архитектором Петербургского училища глухонемых (с 1876). Работал помощником Э. И. Жибера при постройке елизаветинского Аничкова дворца.
Отчислен из Министерства внутренних дел по прошению (1881), а в 1882 году от должности архитектора.
Занимался частной практикой. Работал в Санкт-Петербурге, Эстонии, Киеве.
Сочинения:
- Ледники //Зодчий. - 1872. - Л. 15.
- Склеп на кладбище Сергиевской пустыни //Зодчий. - 1881. - Л. 39.
- Решетка и ворота кузнечно-слесарной работы //Зодчий. - 1882. - Л. 17.
- Перетяткович М.М. Дом Страхового общества "Саламандра". Гороховая, Петербург. - Общий вид, детали //Ежегодник ОА-Х. - Вып. 4. - 1909. - С. 33-35.

### Известные постройки
Известными работами архитектора К. К. Вергейма в Санкт-Петербурге являются:
- Дом призрения А. И. Тименкова и В. А. Фролова. Арсенальная наб., 5; Комсомола ул., 6 (1871-1877)[3];
- Церковь св. Андрея Блаженного при Доме призрения А. И. Тименкова и В. А. Фролова. Комсомола ул., 4 (1871-1877)[4];
- Доходный дом — Ватная фабрика Тарачкова. Корпуса (двор). Боровая ул., 44 (1873-1881)[5];
- Церковь Казанской иконы Божией Матери при Доме призрения бедных им. С. П. Елисеева. Металлистов пр., 3х; Партизанская ул., 1х (1881—1885)[6];
- Доходный дом. Рузовская ул., 3 (1890)[7];
- Доходный дом (правая часть). Суворовский пр., 3; 3-я Советская ул., 5 (1890—1891)[8];
- Доходный дом А. Я. Паля. 6-я Красноармейская ул., 23 (1891)[9].